# Muzak
Muzak is een vorm van amusementsmuziek die gebruikt wordt als achtergrondgeluid.

## Ontwikkeling
Het woord Muzak is een handelsmerk dat dateert uit 1922 en is bedacht door generaal George Owen Squier. Hij patenteerde een systeem voor het doorgeven en verspreiden van achtergrondmuziek vanaf grammofoonplaten via elektriciteitsleidingen naar werkplaatsen. Squier was geïnspireerd door de merknaam Kodak, een maakwoord zonder betekenis. Hij nam de stam "mus" van het Engelse music en voegde het "ak" van Kodak toe, zodat het woord Muzak ontstond.
Squier ontwikkelde het systeem nadat hij had waargenomen dat arbeiders productiever waren als er achtergrondmuziek werd gespeeld. In Nederland verwijst onder andere de naam van het radioprogramma Arbeidsvitaminen naar dit effect. Met het systeem van Squier werden de kosten van het draaien van plaatjes door de afnemers gedeeld. De radio stond in die tijd nog in de kinderschoenen. Het systeem werd door veel eigenaars van gebouwen overgenomen. Veel winkels en kantoren gebruikten de muzak om ongewenste geluiden of juist stilte te maskeren en een kalmerend effect te bereiken. Er werd ook gebruikgemaakt van muzak in liften en later ook in de telefonie.

## Muzak als muziek
De term Muzak was eerst een handelsmerk, maar werd al snel geassocieerd met de
muziek die werd gespeeld. Er is onderzoek verricht naar het soort muziek dat het beste gespeeld moest worden. Sommige soorten muziek verbeterden de productiviteit en maakte dat winkelende mensen zich prettiger begonnen te voelen.
Dit onderzoek beïnvloedde de muziekkeuze. Veel muziek die gespeeld werd, en wordt, zijn instrumentale arrangementen van populaire liedjes. Daarbij wordt de dynamiek (de harde en zachte passages) afgezwakt, evenals de modulatie van toonsoorten. In het origineel eruit springende solo's worden in Muzak door het gehele orkest gespeeld. Dit soort arrangementen heeft inmiddels een negatieve bijsmaak gekregen, waarmee ook het woord muzak een negatieve klank heeft gekregen. Tegenwoordig hanteert men daarom eufemistische termen, zoals geluidsarchitectuur, of soundscape.
Sommige mensen vinden de muziekstijl van muzak plezierig, maar anderen vinden het erg hinderlijk.
In de jaren negentig ontstond de loungemuziek.
In tegenstelling tot wat vaak gedacht wordt, kan muzak wel degelijk kunstmuziek zijn.

## Fumu
Fumu (functionele muziek) is een geluidsinstallatie met bijbehorende achtergrondmuziek voor warenhuizen. Het product is in de jaren zestig van de twintigste eeuw bedacht door de toenmalige Hoofdindustriegroep Electro-Akoestiek (ELA) van Philips. De Fumu was gevestigd in een woonhuis aan de Willemstraat 61 of 63 in Eindhoven en later in een bedrijfspand aan de Keizer Karel V Singel in Eindhoven.